# Provincia de Cachapoal
La provincia de Cachapoal es una provincia de Chile, perteneciente a la región del Libertador General Bernardo O'Higgins, en el centro del país. Se encuentra ubicada al sur de la Región Metropolitana de Santiago y su superficie es de 7516,7 km². Cuenta con una población de cerca de 646 133 habitantes, que se concentran en su capital, Rancagua, y en otras ciudades como Rengo, San Vicente y Graneros.
Recibe su nombre del río Cachapoal, que cruza la provincia de este a oeste. Su gentilicio es cachapoalino/a.

## Geografía

### Relieve
La provincia de Cachapoal se encuentra en la cuenca de Rancagua, que abarca el valle encerrado entre las angosturas de Paine, por el norte, y de Pelequén, por el sur, y la Cordillera de los Andes y la Cordillera de la Costa. El valle es atravesado por los ríos Cachapoal y sus afluentes (Claro y Cortaderal, más otros arroyos y esteros). Todos ellos desembocan en el lago Rapel, en el límite con la provincia Cardenal Caro. En su territorio se levantan unos cuantos cerros isla de poca altura, como los cerros San Juan, San Luis, Las Nieves y Portezuelo. La principal altura orográfica es el cerro Paredones, en el límite con la Región Metropolitana de Santiago.

### Clima
El clima de la provincia es templado mediterráneo continental. Las precipitaciones se concentran en los meses de invierno. El invierno tiende a ser frío y con frecuentes heladas en las que la temperatura suele bajar de los 0 °C. El verano es mayormente seco y caluroso. Al igual que en el resto del centro de Chile, la Cordillera de la Costa actúa como biombo climático y se opone a la propagación de la influencia marina, lo que exagera el grado de continentalidad del clima.

## Comunas
La provincia de Cachapoal está integrada por las siguientes 17 comunas:
- Codegua
- Coinco
- Coltauco
- Doñihue
- Graneros
- Las Cabras
- Machalí
- Malloa
- Mostazal
- Olivar
- Peumo
- Pichidegua
- Quinta de Tilcoco
- Rancagua
- Rengo
- Requínoa
- San Vicente de Tagua Tagua

## Economía
En 2018, la cantidad de empresas registradas en la provincia de Cachapoal fue de 15.830. El Índice de Complejidad Económica (ECI) en el mismo año fue de 0,98, mientras que las actividades económicas con mayor índice de Ventaja Comparativa Revelada (RCA) fueron Actividades de Planes de Seguridad Social de Afiliación Obligatoria Relacionados con Salud (37,63), Reparación de Aparatos de Distribución y Control (27,33) y Actividades de Museos y Preservación de Lugares y Edificios Históricos (22,49).

## Autoridades

### Gobernador Provincial (1976-2021)

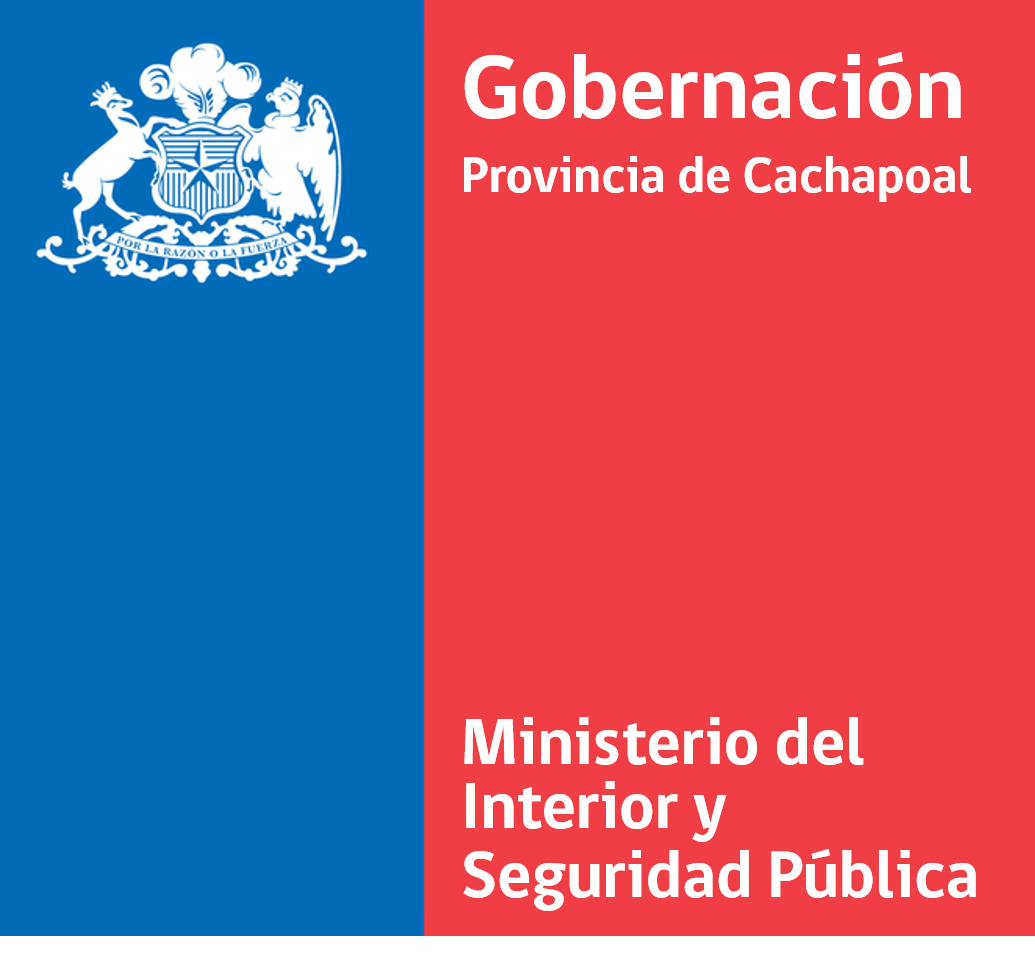
Logotipo de la Gobernación de la provincia de Cachapoal hasta 2021.

Los siguientes fueron los gobernadores provinciales de Cachapoal.

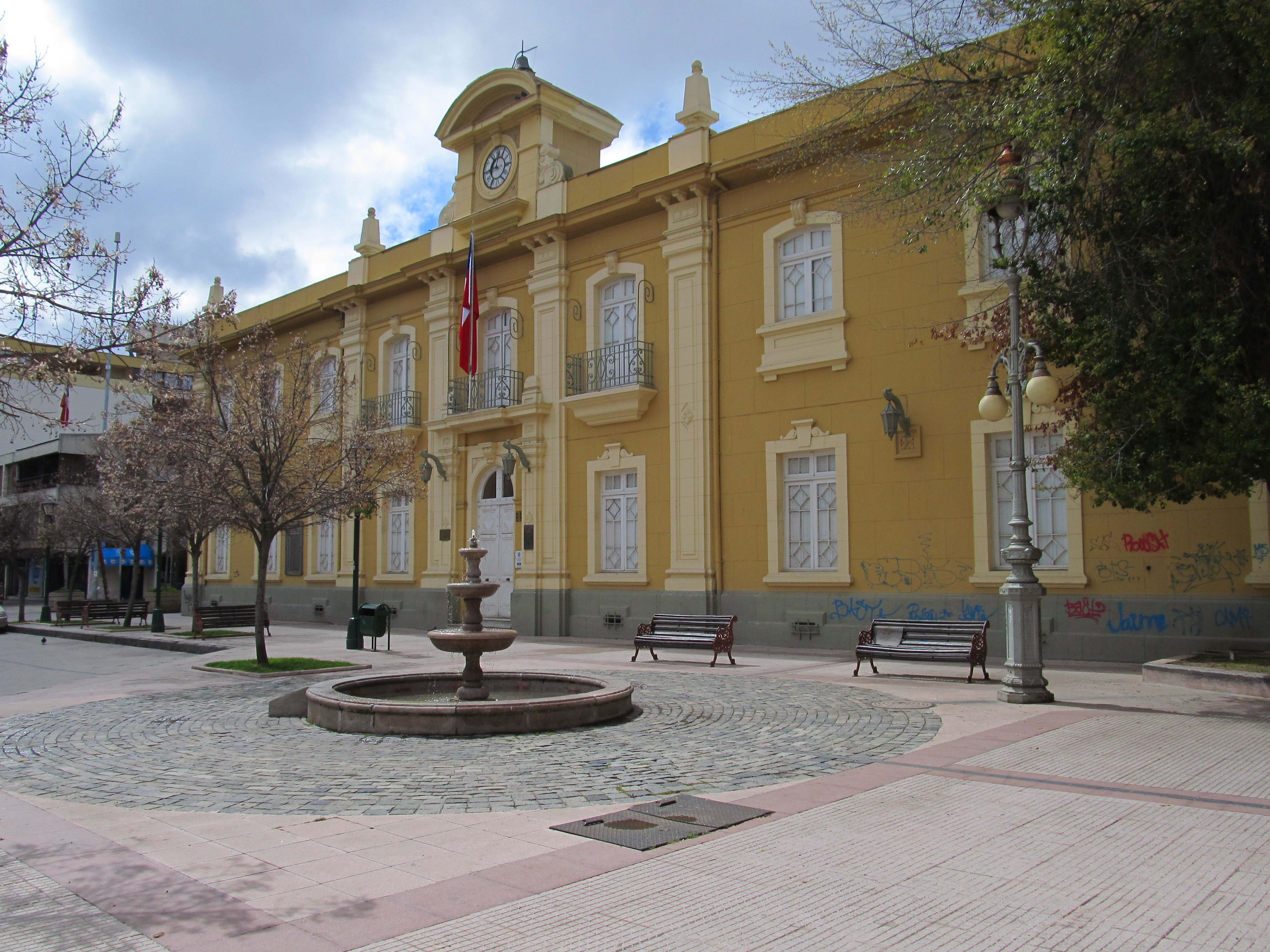
Edificio de la Gobernación Provincial de Cachapoal, ubicado en Rancagua.

| Gobernador(a)                       | Partido | Partido | Inicio                  | Final                    | Presidente(a) | Presidente(a)           |
| ----------------------------------- | ------- | ------- | ----------------------- | ------------------------ | ------------- | ----------------------- |
| Cristián Ackerknecht San Martín     |         | Ind.    | 1976                    | 1982                     |               | Augusto Pinochet        |
| Raúl Moyano Vatel                   |         | Ind.    | 1982                    | 1986                     |               | Augusto Pinochet        |
| Jorge Durand González               |         | Ind.    | 1986                    | 1986                     |               | Augusto Pinochet        |
| Julio Bustamante Bezanilla          |         | Ind.    | 1986                    | 1989                     |               | Augusto Pinochet        |
| Enrique Avilés Jasse                |         | Ind.    | 1989                    | 11 de marzo de 1990      |               | Augusto Pinochet        |
| Esteban Leyton Soto                 |         | PRSD    | 11 de marzo de 1990     | 1991                     |               | Patricio Aylwin         |
| Alamiro H. Carmona Rojas            |         | PRSD    | 1991                    | 11 de marzo de 1994      |               | Patricio Aylwin         |
| Ricardo Tudela Barraza              |         | PDC     | 11 de marzo de 1994     | 11 de marzo de 2000      |               | Eduardo Frei Ruíz-Tagle |
| Alba Gallardo Velásquez             |         | PS      | 11 de marzo de 2000     | diciembre de 2001        |               | Ricardo Lagos           |
| Carlos Arellano Baeza               |         | PDC     | 29 de diciembre de 2001 | 2004                     |               | Ricardo Lagos           |
| Cristo Cucumides Littin             |         | PS      | 2004                    | 11 de marzo de 2006      |               | Ricardo Lagos           |
| Francisco González Alegría          |         | PS      | 11 de marzo de 2006     | 11 de marzo de 2010      |               | Michelle Bachelet       |
| Marie Jeanne Lyon Amand de Mendieta |         | UDI     | 11 de marzo de 2010     | 29 de septiembre de 2012 |               | Sebastián Piñera        |
| Pedro Hernández Garrido             |         | UDI     | 15 de noviembre de 2012 | 11 de marzo de 2014      |               | Sebastián Piñera        |
| Mirenchu Beitía Navarrete           |         | PDC     | 11 de marzo de 2014     | 11 de marzo de 2018      |               | Michelle Bachelet       |
| Ivonne Mangelsdorff                 |         | RN      | 11 de marzo de 2018     | 10 de abril de 2020      |               | Sebastián Piñera        |
| Felipe Uribe Estela                 |         | RN      | 10 de abril de 2020     | 14 de julio de 2021      |               | Sebastián Piñera        |

### Delegado Presidencial Provincial (Desde 2021)
Actualmente la provincia de Cachapoal no posee un Delegado Presidencial Provincial. Con la nueva ley de descentralización, las gobernaciones de las capitales regionales se extinguen junto con las intendencias, generando una fusión en sus equipos de trabajo, pasando a conformar la Delegación Presidencial Regional, a cargo del Delegado presidencial regional de O'Higgins. Por lo cual no existe una Delegación presidencial provincial de Cachapoal.